# 사전 편찬자
사전 편찬자(辭典編纂者)는 표제어의 발음 및 어원과 의미 등을 일정한 기준에 따라 사전 집필하는 사람을 말한다.
언어의 끊임없이 변화하는 특성 때문에 사전 편찬자는 특정 단어에 새로운 의미가 추가되지 않도록 항상 확인해야 하는 등의 노력이 필요하다.